# Palos Verdes Estates
Palos Verdes Estates je město (city) v okrese Los Angeles County ve státě Kalifornie ve Spojených státech amerických. Žije zde přibližně 13 tisíc obyvatel a je tvořené především rezidenčními oblastmi. Leží na pobřeží Tichého oceánu na poloostrově Palos Verdes v oblasti stejnojmenného pohoří, v jižní části zálivu Santa Monica Bay. Město se nachází v jižní části okresu, 31 kilometrů jihozápadně od centra Los Angeles, a je součástí metropolitní oblasti Velké Los Angeles. Sousedí s městy Torrance, Rolling Hills Estates a Rancho Palos Verdes.
Vznik Palos Verdes Estates je datován do počátku 20. let 20. století, kdy zde začala růst plánovaná developerská výstavba na pozemcích newyorského finančníka Franka A. Vanderlipa. Městská samospráva byla zřízena v roce 1939.